# Zichy Mihály
Zicsi és zajki Zichy Mihály József Imre (oroszul: Михаил Александрович Зичи) (Zala, 1827. október 14. – Szentpétervár, 1906. március 1.) magyar festő, grafikus, az illusztrálás és a magyar romantikus festészet kiemelkedő alakja és úttörője. Pesten Marastoni Jakabnál, Bécsben Waldmüllernél tanult. A cárok udvari festője, húszéves korától – néhány éves párizsi és rövid hazai megszakítással – haláláig, negyvenkilenc évig dolgozott Oroszországban.
1847-ben ajánlással Szentpétervárra került, és a cár egyik rokonának rajztanára lett. 1849-ben festette meg Batthyány Lajos arcképét. 1850-től retusőr volt egy fotóműteremben. Közben ceruzarajzai, akvarelljei, portréi születtek.
1853-ban az orosz cár megrendelésére egy gatcsinai vadászatról rajzsorozatot készített, és ezzel elnyerte az udvari művész címet. 1868-ban készült el Autodafé című festménye a spanyol inkvizíció borzalmairól.
1874-től Párizsban élt. Deák Ferenc halála után megbízták az Erzsébet királyné koszorút helyez Deák ravatalára című kép megfestésével. A párizsi világkiállításra 1878-ban festett A rombolás géniuszának diadala című háborúellenes festményét kicenzúrázták a kiállításról.
1881-ben visszatért Szentpétervárra, és főleg illusztrálással foglalkozott: Madách Imre: Az ember tragédiája, Arany János: Balladák. Petőfi, Lermontov, Gogol, Puskin-illusztrációk; Rusztaveli: A párducbőrös lovag.
A cári udvarban – belső használatra – erotikus tárgyú rajzokat is készített (Zichy Mihály: Erato; Corvina, 1989).
Zichy Mihályt „nemzeti festőjükként” tisztelik a grúzok, mivel ő illusztrálta Sota Rusztaveli középkori művét, a grúz nemzeti eposznak tekintett, A párducbőrös lovag című verses elbeszélést. Illusztrációi jelentős hatással voltak a grúz művészekre is. Tbilisziben köztéri szobra van és utca is viseli a nevét.

## Élete

### Családja és származása

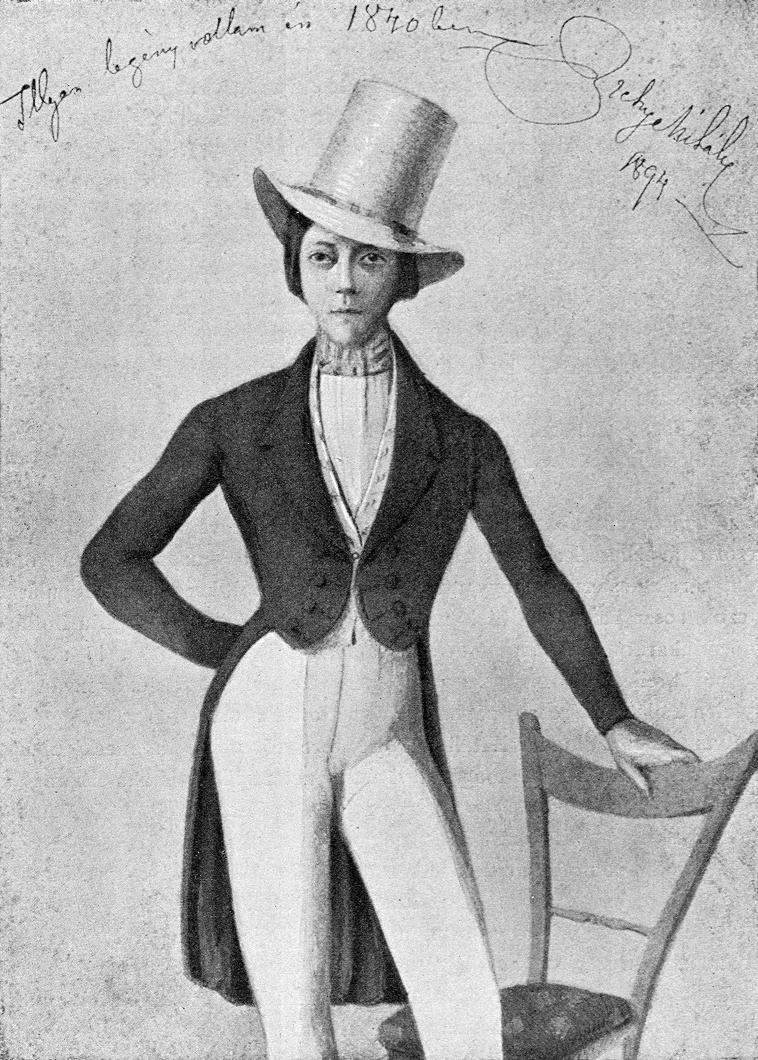
Zichy Mihály 1840 körül

Zichy Mihály annak az ősi Zichy családnak a sarja, mely a 13. századig tudja visszavezetni családfáját. A család több ágának tagjai hatalmas uradalmakkal rendelkező nagybirtokosok és grófok voltak. Közülük többen diplomataként szolgálták a bécsi udvart. Zichy Mihály e nagynevű család tekintélyes köznemesi ágából és nem a főnemesi grófi ágából származott. A köznemesi ág a „zicsi és zajki” kettős nemesi előnév, míg a főnemesi a „zicsi és vázsonykői” birtokosa. Édesapja az oroszvári születésű zicsi és zajki Zichy Sándor (1797–1843), földbirtokos, édesanyja tábodi Eperjessy Julianna (1803–1887) volt. Anyai nagyszülei, tábodi Eperjessy Gábor (1770–1809) és sümegi Bene Borbála (1779–1827) voltak. Édesapja iskolatársa és jó barátja volt Deák Ferencnek, ám utóbb visszahúzódva élt súlyos adósságokkal terhelt birtokán.
Apai nagyapja zicsi és zajki Zichy Mihály (1758–1818), táblabíró, Moson vármegye alispánja, királyi udvarnok, a 19. század első évtizedeiben – Martinovicsék kivégzését követő időszakban – Moson vármegye híres alispánja volt. Apai nagyanyja Zichy Mihályné nemes Fischer Jozefa (1768–1843) asszony volt. Nagyapjának a kor műveltségét meghaladó hatalmas könyvtára volt Zicsen, amelyben az enciklopédisták írásai, Voltaire, Rousseau művei, Schiller drámái sok boldog órát szereztek a gyermeknek. Az apai nagyapai dédszülei zicsi és zajki Zichy József (†1764), Tolna vármegye alispánja, földbirtokos és bezerédi Bezerédj Fruzsina (1727–1765) voltak.

### Ifjúsága (1827–1847)
Tízéves volt, amikor a veszprémi piaristákhoz beíratták. Két évvel később a budapesti Piarista Gimnáziumba került, ahol a felső három osztályt végezte, 1839 és 1842 között, majd jogot hallgatott a pesti egyetemen.
A rajzolás szenvedélye egyre fokozódott benne. Komoly művészi ösztönzéseket gyermekkorában a Bonyhádon (Tolna vármegye) élő Perczel családnál kapta. Perczel Gábor felesége, édesanyjának húga volt. Lányuk, Berta maga is jól rajzolt és zongorázott. 13 éves korában Tikos Albert műtermében megismerkedett a festés kellékeivel: az állványokkal, ecsetekkel, vásznakkal. Ekkor már nem csak kedvtelésből rajzolgatott, hanem az elhivatottság érzésével alkotta tanárai és osztálytársai képmását, lerajzolta bátyját tanulás közben, saját önportréit vetette papírra, színes akvarellben. Egy-kettőt ismerünk, ezek önportréi, így az 1840-ben készült Önarcképe sajátos humorral ábrázolt nagy kürtőkalapos, divatos öltözetű, egész alakos kis figura, aki egy székhez támaszkodva áll, ünnepi öltözékben.
Miközben 1842-ben a pesti egyetemen folytatott jogi tanulmányokat, Jacopo Marastoninál tanult festeni. A mester rendkívüli hatással volt a serdülő ifjúra. „Marastoni szította lángra a pislogó parazsat, melynek melege még most is, bár a hamu elijesztőleg halmozódott fel, éltetőleg hat rám” – írta öregkorában, egy levélben. Ekkor sajátította el a lágy formák, az olasz, bársonyos meleg tónusok, színek szeretetét, alkalmazását, a sötét árnyékok és meleg vibráló fények festését. A 16 éves ifjú már konok elhatározással művésszé érlelődik, és nyíltan tör fel benne politikai hitvallása is. Jogi tanulmányait 1844-ben Bécsben fejezte be, ahol emellett a híres és divatos Amerlingnél szeretett volna dolgozni, s megkísérelt bejutni a bécsi akadémiára, de elutasító választ kapott. Jó ideig egyedül festegetett, tanulmányozta a régi mesterek művészetét. Végül sikerült oktatót találnia. A bécsi akadémia legkiválóbb professzorát Waldmüllert nyerte meg tanítójának. Elsajátította a rajztechnika virtuozitását, megtanulta a miniatűrök hajszálfinom, leheletszerű könnyedségének, a részletfinomságoknak technikáját, amit mesteri vonásokkal alkalmaz majd grafikáiban. Emellett megőrizte Waldmüller tanításának s művészetének egyes árnyoldalait is, így a hidegebb színek alkalmazását és a kissé keményebb formákat. Amit Zichy legkorábban elsajátított, az a portréművészet és jellemábrázolás volt. Első képe (Meggyógyult, avagy imádkozó kislány) egy nyolcéves meggyógyult kis gyermeket fest, amint felépülve betegségéből, ágyában térdepelve rebeg hálaimát. Korai munkái romantikus életképek. 1846-ban elkészíti a Haldokló lovag és a Trubadúr című festményeit. Első jelentősebb sikerét a drámai érzelmeket ábrázoló és komoly vitákat kiváltó Koporsólezárással 1847-ben aratta, amivel messze kimagaslott a kor átlagos művészei közül, s amelyet első bécsi kiállítása után megvásárolt a Magyar Nemzeti Múzeum. Ezekben az években több vallási tárgyú kompozíciót is festett Krisztus a keresztfán (Magyar Nemzeti Galéria), Keresztlevétel, 1847 (Magyar Nemzeti Galéria).
Mesterével 1846-ban itáliai tanulmányutat tett, ahonnan egész életére kiható élményekkel tért haza. Bécsben megfestette e korszakának legkiemelkedőbb darabját, a romantikus katasztrófaképek hagyományait követő Mentőcsónakot. A császárvárosban nagy kavarodást váltott ki a mű. Zichy ennek vázlatával pályázott az akadémia Reichel-féle díjára. A pályázaton nagy sikere volt, de a Waldmüllerrel való személyes kapcsolata és az akadémikus művészettel való szembenállása miatt a pályadíjat nem nyerhette meg, ám a díjat másnak sem ítélték oda.

### Oroszországi évek 1848–1874

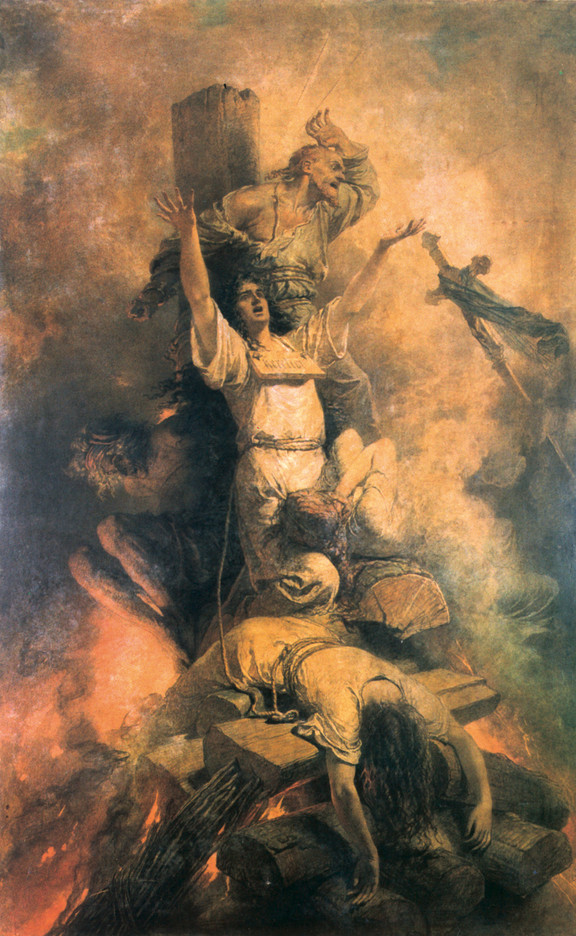
1868-ban festette a spanyol inkvizíció borzalmait megelevenítő „Autodafé” című festményét

1847–1848 telén Waldmüller ajánlásával Szentpétervárra került, itt a cár öccsének, Mihály nagyhercegnek a felesége, Ilona nagyhercegnő lányának, Katalinnak a rajztanára lett. Zichy ezt megelőzően több hónapon keresztül részt vett az orosz nagyhercegi család európai utazásában (Gleichenberg, Berlin, Firenze, Nizza). A nagyhercegnő udvarában élte át a magyar forradalom és szabadságharc sikereit és a hazája eltiprását jelentő cári intervenciót. Ekkor megszüntette a kapcsolatot a nagyhercegnő udvarával, 1849 őszén már minden jövedelem nélkül élt az idegen nagyvárosban. A nagy karrierrel kecsegtető állást a nyomor, a nélkülözés váltotta fel. Első pétervári éveinek munkássága alig követhető nyomon. Wenninger fotográfusnál daguerrotípia-felvételek kijavításával, átfestésével és retusálásával biztosította megélhetését, havi 90 rubel fizetésért. Munkája mellett 25-50 rubel tiszteletdíjért alkotta az arisztokraták kis portréakvarelljeit és miniatűröket, a Bécsben magáévá tett virtuóz technikával, leheletszerű könnyedséggel festett arcvonások realizmusával. Ekkor született a Táncosnő, az Öregasszony című kis akvarellje anyósáról, I. I. Sesztyerkin grófnak, a polgári kaszinó elnökének álló alakja, Mecklenburg-Strelitz portréja, I. N Tolsztoj szenátor képmása, Ja. V. Vilje báró portréja. Zichynek már gyermekei voltak, az első időkben vadházasságban élt feleségével. Később ugyan a pétervári katolikus templomban egyházi házasságot kötöttek, ez azonban az orosz törvények szerint érvénytelen volt.

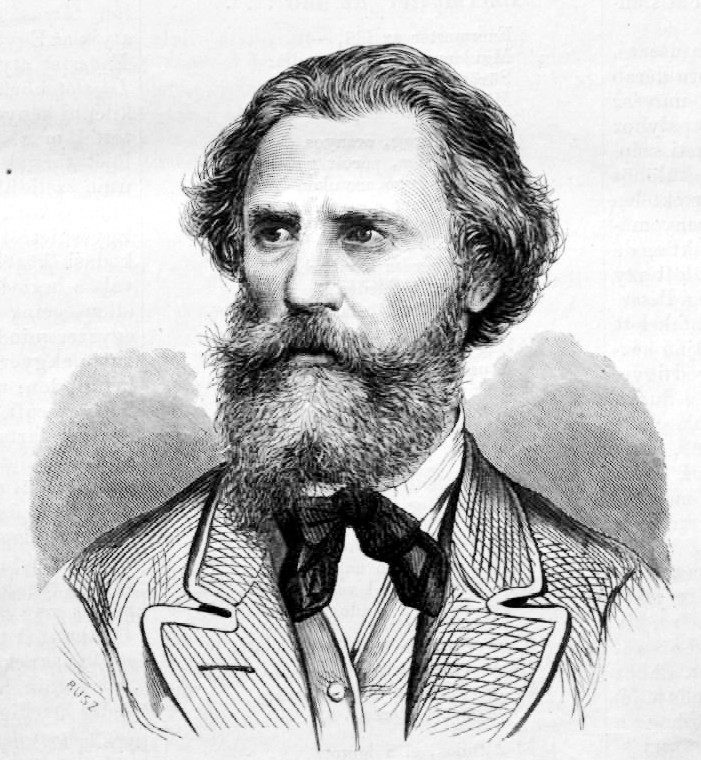
Zichy Mihály, a Vasárnapi Ujság 1872. évi 2. számának illusztrációja

Az orosz törvények szerint a gyermekei is törvénytelen származásúak voltak. Népszerűsége növekedett, sikerült nagyobb megrendelést kapnia vallásos tárgyú festményre, megfestette az Ecce homót és 1852-ben a Krisztus a keresztfán és Feltámadást. Ekkor festett két nagy akvarellsorozatot is. Az egyiket a testőrségi lovas utász hadtest tisztjeiről (14 portré), a másikat a testőrség lovas tüzéreinek tisztjeiről (13 portré). 1853 októberében kapta első megbízatását a cári udvartól.
1856-ban megfestette II. Sándor cár koronázási ceremóniáját. A nagy méretű festmény mellett több akvarellből álló sorozatában, a II. Sándor cár koronázási emlékalbumában részletesen megrajzolta a koronázás eseményeit. Két évvel később (1858) az Orosz Művészeti Akadémia tagjává választották, és 1859-ben Őfelségének, az Imperátornak udvari festője címet kapott.
Öt év pétervári tartózkodása alatt egészében kibontakozik tehetsége. Zichy Pétervárott számos művésszel kötött ismeretséget. Fedotov művészetének megismerésével Zichy is az orosz feudális állapotokat gúnyolta szatirikus jellemrajzaival. Lermontov költészete és grafikai művei ösztönözték A kaukázusi jelenetek rajzainak készítésekor.
Mint a cár festőjének fokozódtak kötelezettségei az udvarban, kezdetekben a cári vadászatokat örökítette meg, később minden kiemelkedő, de minden jelentéktelen eseményt is. Hogy családja számára biztosítsa a jövőt, ötletgazdag, de számára megalázó apróságokat is festenie kellett. Ugyanakkor mindjobban elmélyedt az orosz irodalom klasszikusainak tanulmányozásában. Megnövekedett érdeklődése az egzotikus mesekörnyezet iránt, amit később láthatunk a Rusztaveli eposzának illusztrációin is. Puskin költészetében a Bahcsiszeráji szökőkút és az Anyegin romantikája ragadja meg, Lermontov költészete egész élete végéig hatással van művészetére a vissza-visszatérő motívumok ismétlésével.
Lermontov életében a cenzúra a Démon kiadását megtiltotta. A mű első teljes kiadása a költő halála után, 1856-ban külföldön jelent meg. Az Démon orosz kiadása 1860-ban vált lehetővé. Ez az első kiadás felkeltette Zichy figyelmét, és a mű illusztrációihoz számos vázlatot és több kompozíciót készített. A Orosz Irodalmi Intézet múzeuma ezek közül 12, a művész által aláírt, eredeti rajzot őriz.

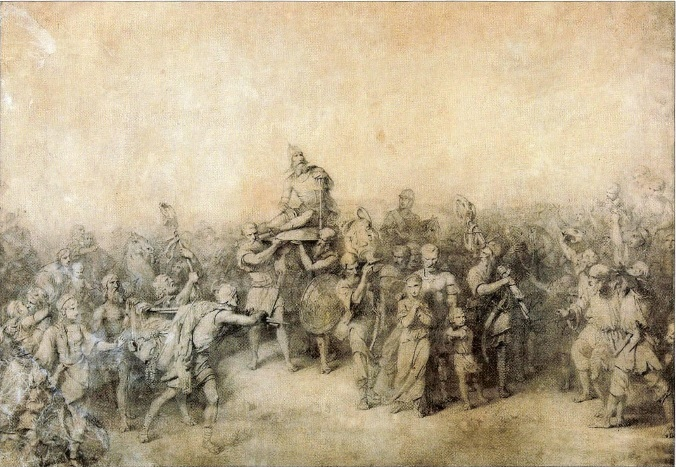
Zichy Mihály – Oleg visszatérése Görögországból, 1850-es évek

1866-ban a cár elleni bombamerénylet hatására kialakult feszült helyzet miatt feleségét és gyermekeit Zalára költöztetette, Zichy maga rövidebb-hosszabb időt töltött itthon. Rövid magyarországi tartózkodása után visszatért Pétervárra, 1868 őszén tervezett kiállítása anyagának összegyűjtésével foglalkozott. 1869-ben volt ez az első kiállítása az orosz fővárosban. Mintegy száz művét állította ki, csekély erkölcsi és anyagi sikerrel. Pedig a kiállítást megelőző időben számtalan romantikus művet festett, ezek között található a Két nő az erkélyen, Orgyílkos, Münchhausen báró, Udvarlás, Kísértés, Bacchánsnő. A kiállításról megjelent kritikák kiemelték a művész utolérhetetlen technikai tudását, a kiállított képek témáit illetően azonban erős kritikákat fogalmaztak meg: Zichy nem éli saját népének – a magyaroknak életét, de nem éli a miénkét – az orosz(élete)t sem írták.
Zichy 1869 elején újabb tízéves szerződést köt a cári udvarral. Pétervárott 1871-ben az orosz realista festők Kramszkojjal az élükön megalakítják a peredvizsnyikok társaságát. A cári udvari festő, aki nem léphetett fel nyíltan az elnyomás ellen, a fékeveszett pogromok idején festi a Zsidó mártírok, a középkori eretneküldözést ábrázoló Autodafé kartonjait. Zichy 1871 nyarán végigutazta Nyugat-Európát, Németországot, Münchenben találkozott Wagner Sándorral, Düsseldorfban ismerkedett meg Munkácsival, Brüsszelben Gallait belgiumi festő lesz rá nagy hatással. Körútja közben hazalátogatott Zalára, néhány napot töltött Budapesten. 1871 őszén vendége volt az angol trónörökösnek. A skóciai vadászatokon és az angol trónörökös vendéglátása után fokozódott az érdeklődés Zichy iránt. 1874-ben elbocsátását kérte a cári udvartól, majd negyvenhét éves korában elhagyta Oroszországot.
Ez alatt a 15 év alatt Zichy mint udvari festő több mint 500, az udvar életét megörökítő képet alkotott. Ezeken az udvar mindennapi életét rögzítette (a fényképezés ekkor még erre alkalmatlan volt) a ceremóniáktól, a vadászatokon keresztül, a cári család tagjainak portréiig, sőt az udvaroncok karikatúráiig bezárólag.
Zichy Mihály II. Sándor cár koronázása alkalmával készített albumából öt kép:

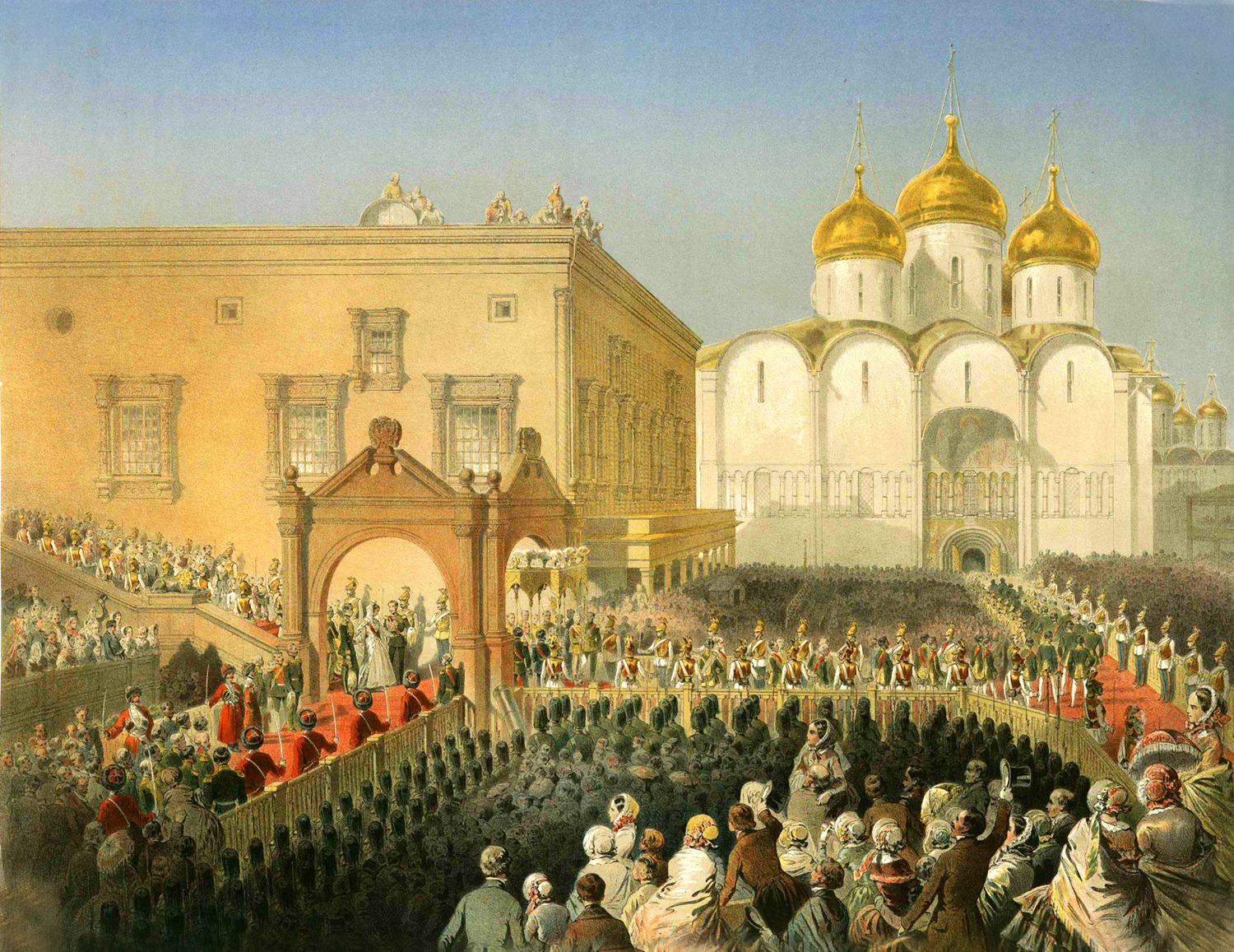
A koronázási menet
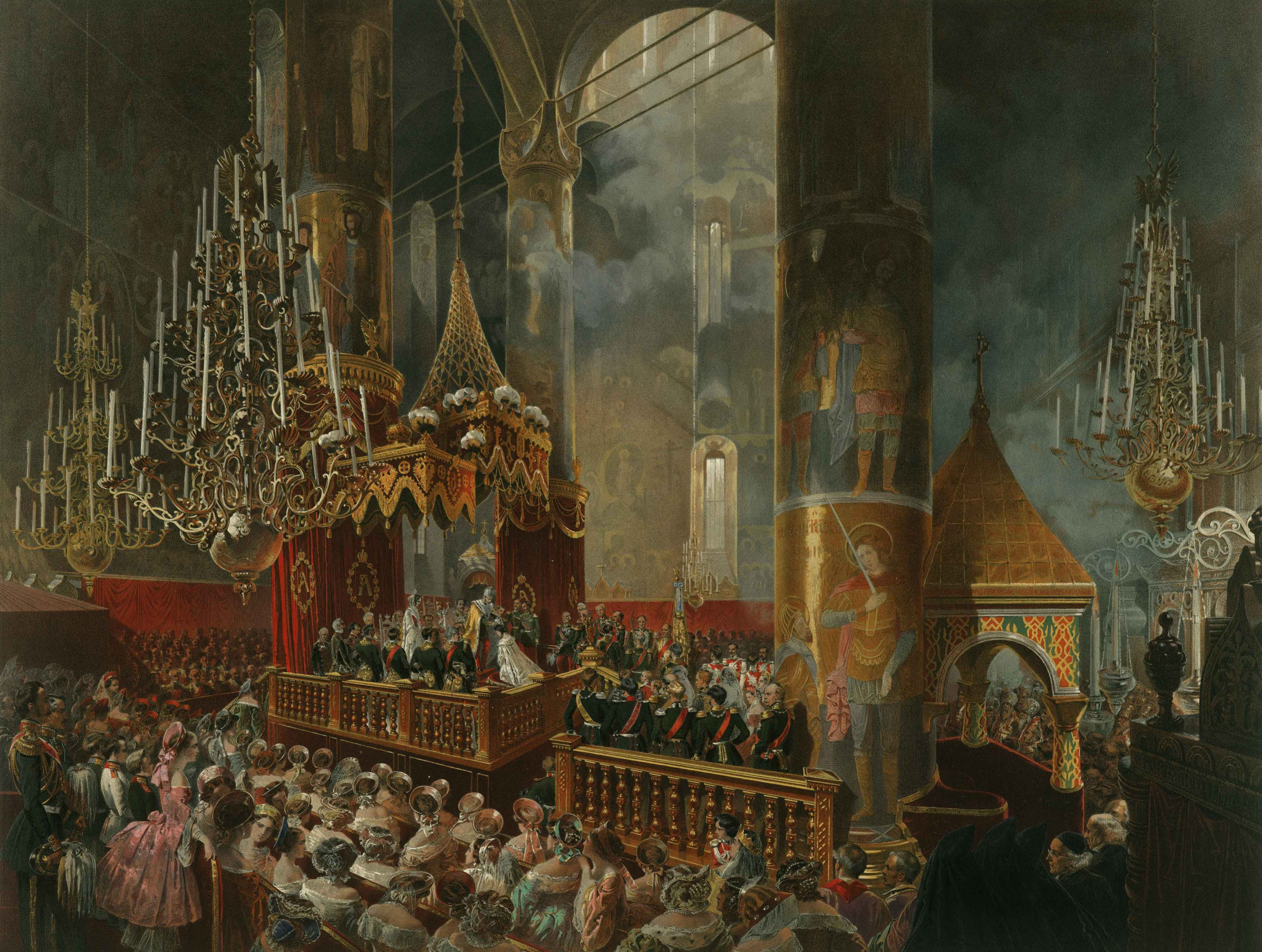
A cárné koronázása
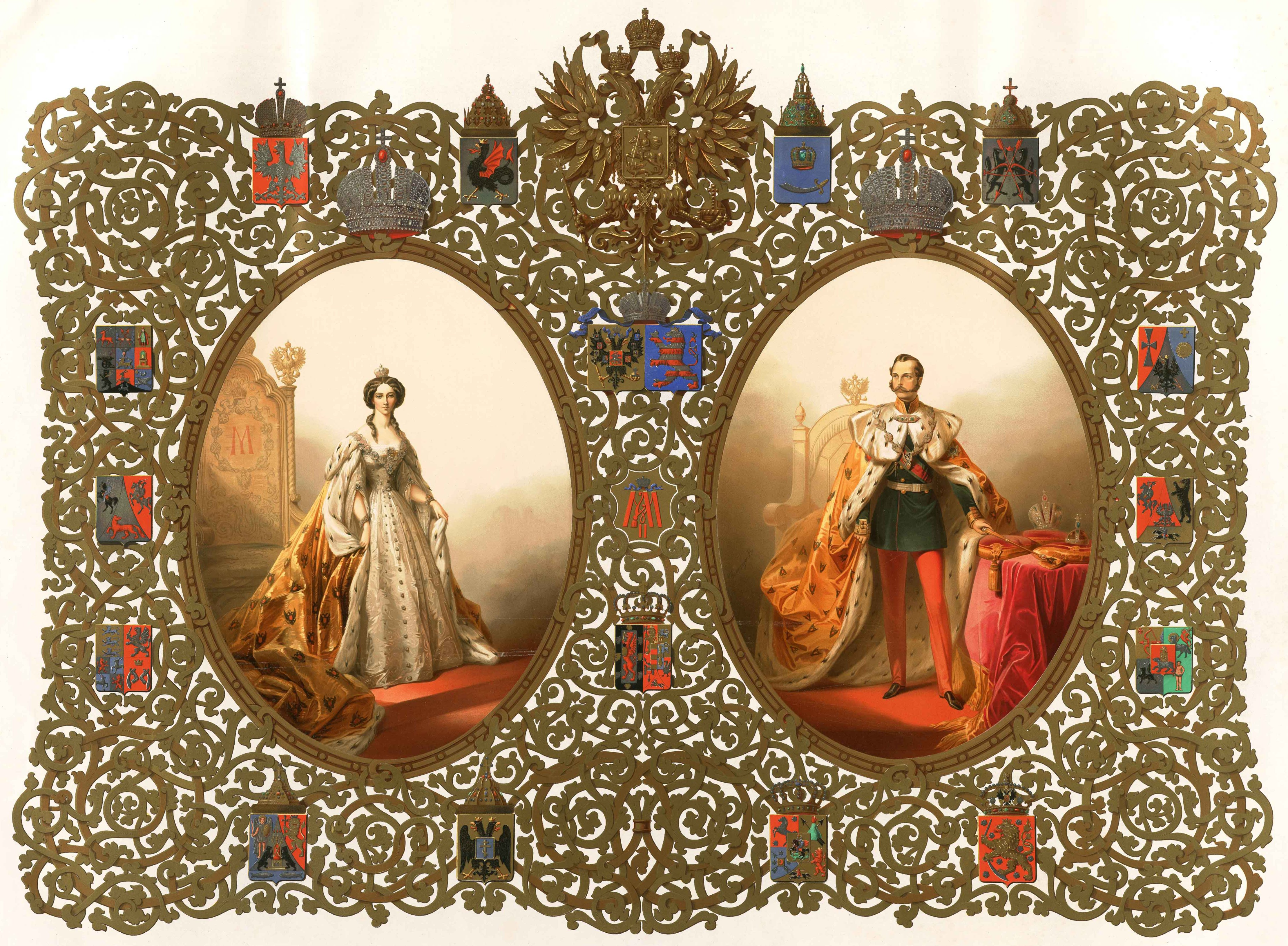
Az cári pár portréi
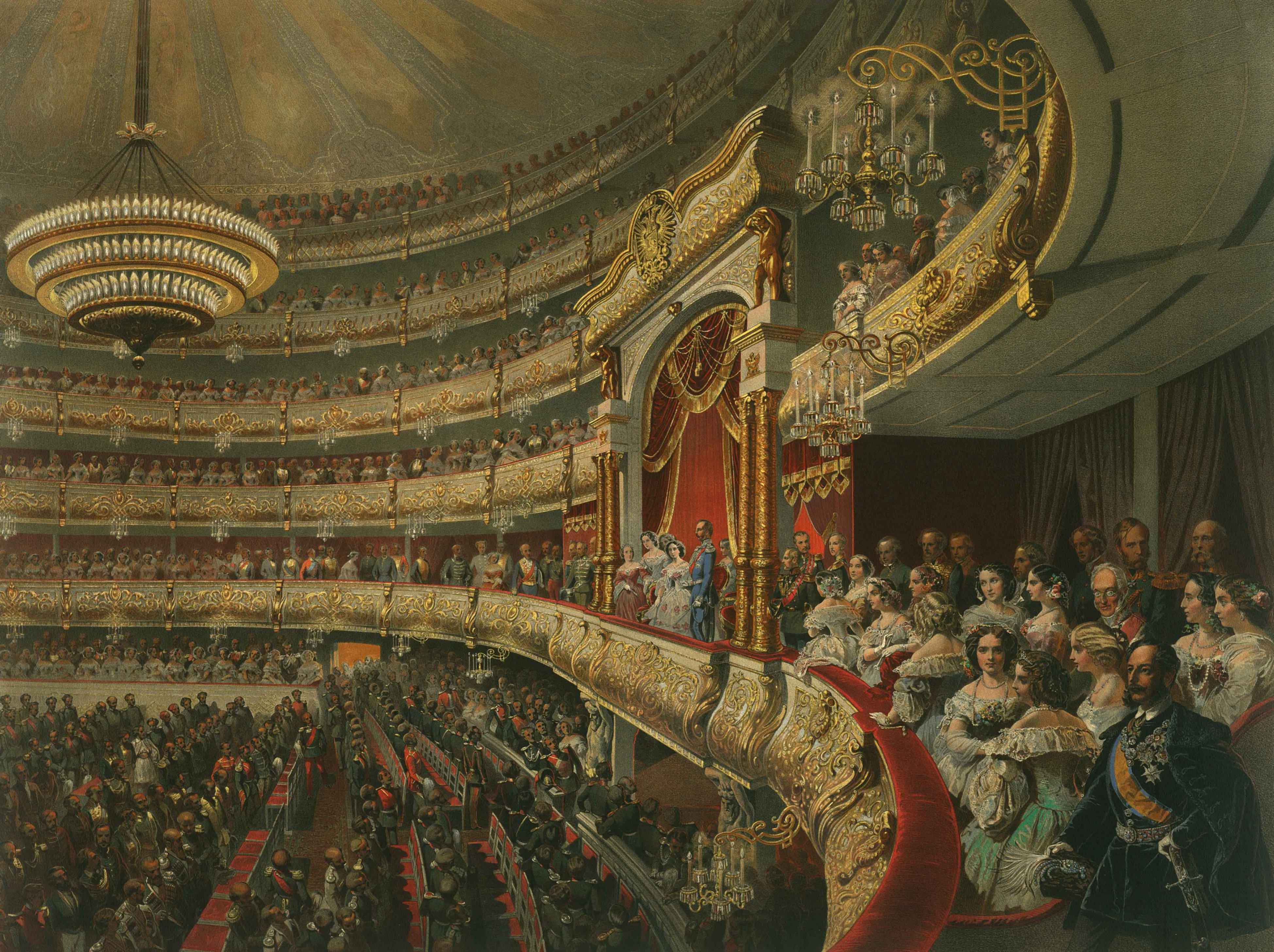
Ünnepi est a Bolsojban
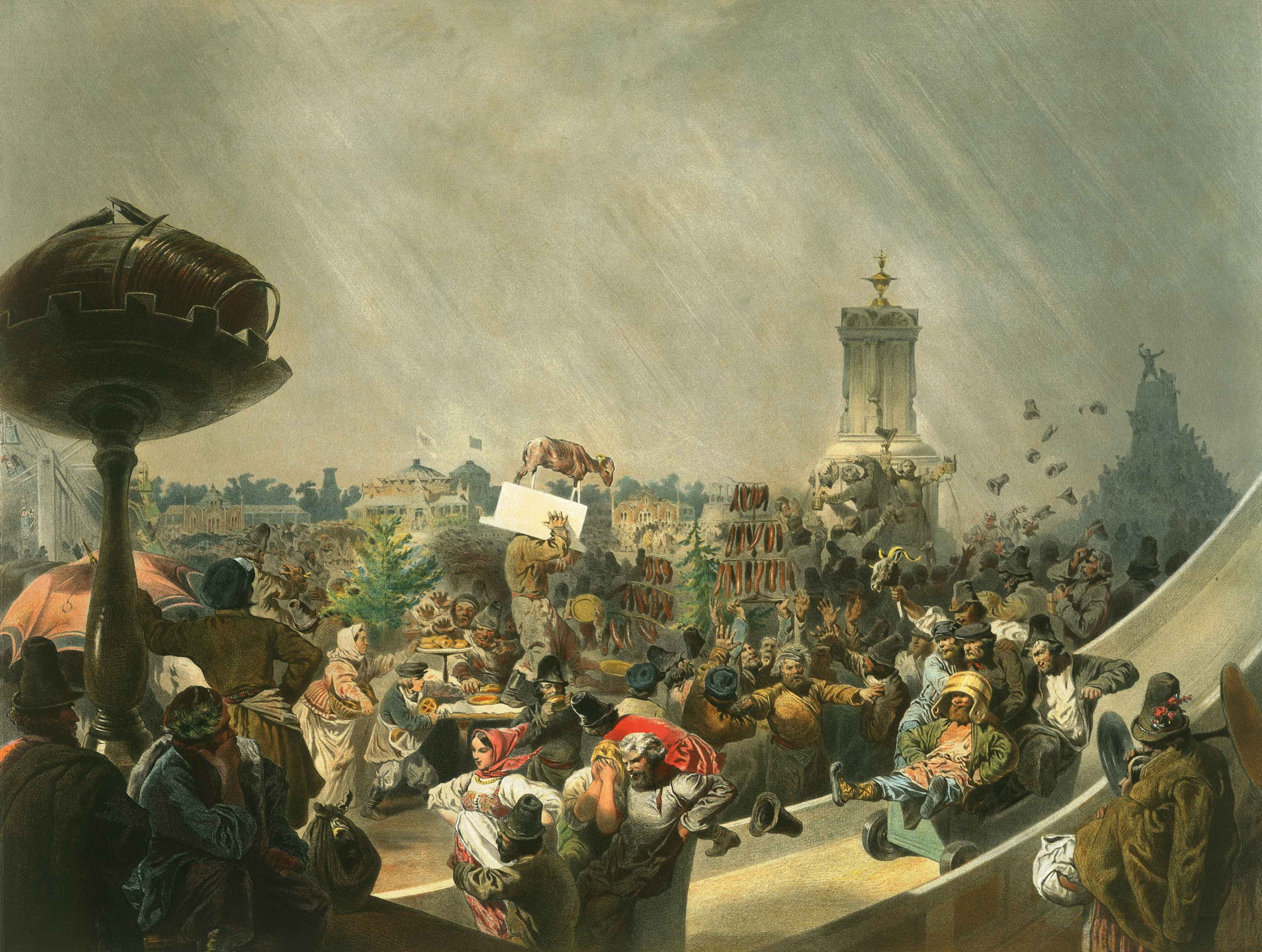
Népünnepély

### Párizsi évek1874–1879

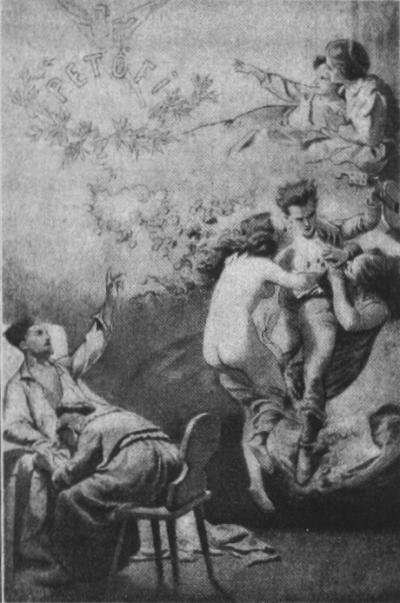
Petőfi megdicsőülése – Zichy Mihály rajza

Zichyt vonzotta a légköre annak a városnak, amely a porosz–francia háborúban legyőzött Franciaország fővárosa, a Párizsi Kommün véres küzdőtere, a legendás Párizs.
1874-ben Théophile Gautier Zichy rajongó kritikusa már halott, de családja és lánya Judith Gautier írónő szalonján keresztül a francia írók, művészek, zeneszerzők, muzsikusok közelébe került, és velük szoros baráti kapcsolatot teremtett. Párizsban tagja lett a Mirliton elnevezésű művészegyesületnek. Baráti kapcsolatokat teremtett mind a francia, mind a Párizsban élő külföldi művészekkel, gyakran vendégei között láthatóak Gustave Doré, Félicien Rops és Eduard Hamman, Otto Thoren osztrák festő, Paul Devigne, belga szobrász. Sok közös ismerőse volt Munkácsyval, kapcsolatba került Victor Hugóval, barátság fűzte az ifjabb Dumas-hoz. Zichy Párizsból levelezett régi pétervári barátaival, Párizsban élő orosz emigránsokkal, Turgenyev baráti körével, F. P. Csumakovval. Kapcsolatba került a grúz hazafiakkal.

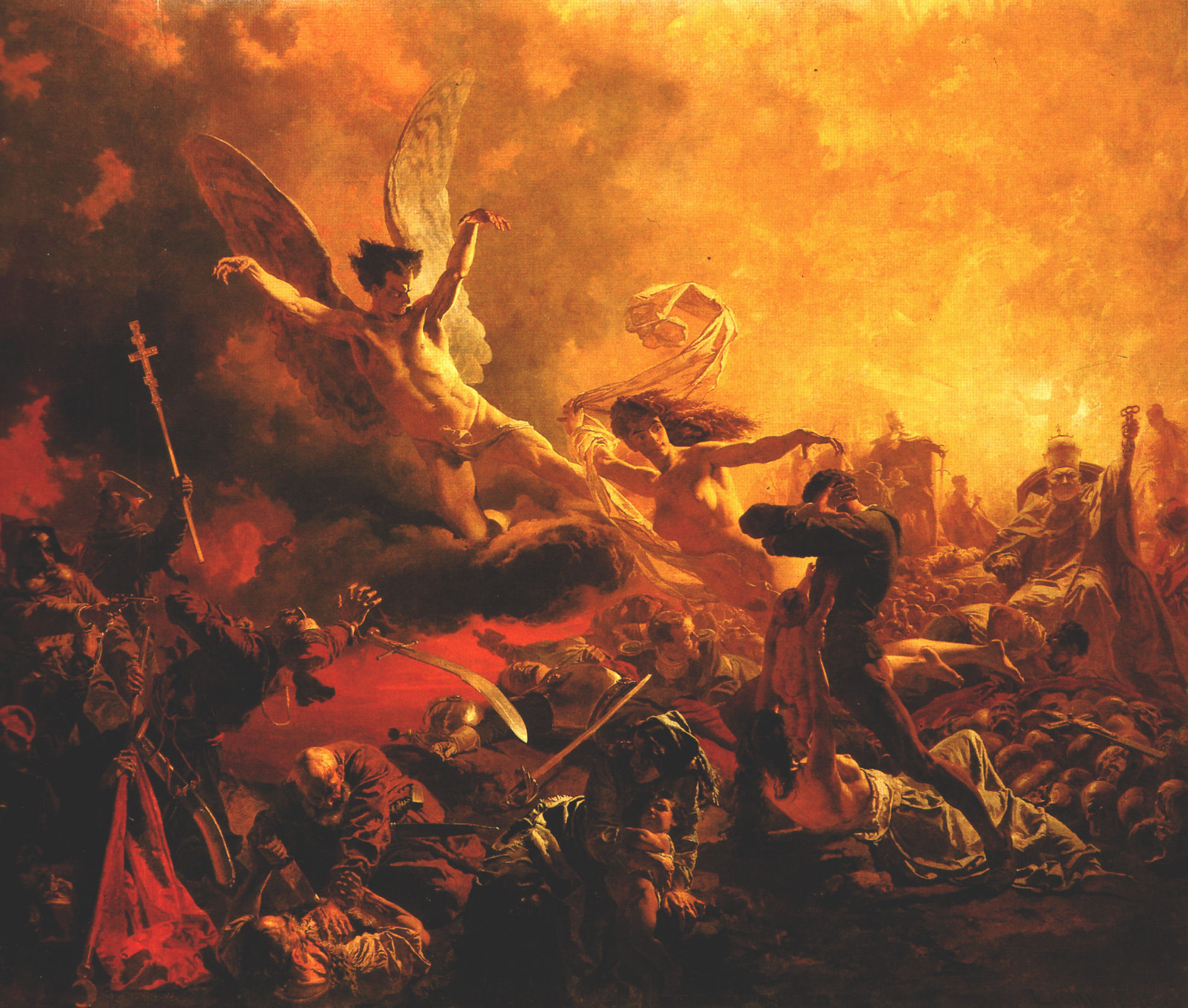
A rombolás géniuszának diadala (1878, Magyar Nemzeti Galéria), a kép sok-sok tárlatot bejárva, a sajtó lelkes dicséretére, de heves támadásaira is alkalmat adott

1874 őszén Angliába utazott az angol királyi udvar meghívására. A skóciai vadászat képei komoly kompozíciójú lényegre törő művek voltak, mint a Fáklyatánc, Kardtánc, A megtalált szarvas, A szarvas leszállítása a hegyről. Visszatérve Párizsba készülnek Viktor Hugo és ifjabb Dumas ihlette művei, Claude Frollo, Clémenceau-ügy, Búcsúcsók, Kleopatra éje című művei. Párizsi tartózkodásának kezdetén jöttek felszínre az 1874-75. évi európai utazások alatt átélt benyomások, az egyes művészi irányzatok hatására festi Nőrablást, Priaposz szobrának megkoszorúzását, a barokk Giovanni Bellini hatására. Festészetében Caravaggio és Rubens volt példaképe a faunok és nimfák festésekor, ez az életöröm, vidámság tükröződik Enyelgő faunok című olajfestményén is. Charles de Groux (1825–1870) művészetének sok közös vonása van Zichyvel, azonos felfogású, állásfoglalású, rokon témájú festői ábrázolásukban. Antoine Wiertz (1806–1865) a másik belga művész, aki nagy hatással van Zichyre. Wiertz óriási vásznai a Sixtus-kápolna freskóinak méretével vetekszszenek, új festési technikát alkalmazott, a matt olajfestést, így műveivel freskószerű hatásokat ért el. Zichy gyakori vendége és jó barátja volt Cyprian Godebski lengyel festő, aki virtuóz technikával készítette el Párizsban bronz mellszobrát.
Az 1878. évi párizsi világkiállítás zsűrijének elnöke volt. Ez alkalomból Paál László két nagyméretű tájképet küldött Zichynek. Ekkor került komoly összetűzésbe Munkácsyval a Démon fegyverei című képének elhelyezésével kapcsolatban. Majd betegsége miatt több hónapot töltött Nizzába, ahol – Hubay kérésére – forradalmi Petőfi-dalokhoz készített illusztrációkat.

### Párizsi Magyar Egylet
Zichynek a Párizsi Magyar Egylet élén kifejtett működése egybeesett a Frankel Leó vezetésével idehaza egyre jobban erősödő magyar munkásmozgalom kifejlődésével. Zichy Mihály 1875 áprilisától állott a Párizsi Magyar Egylet élén. Elődje, Züllich Rudolf szobrász és kámeafestő volt. Azon fáradozott, hogy megfelelő pénzügyi alapokat biztosítson az egylet számára és a tagok műveltségének fokozására tett sokirányú erőfeszítést. 1877 nyarán idehaza szervezett és mozgosított az Egylet érdekében, a hivatalos Magyarország felismerte, hogy Zichy művészete erősíti a haladó eszméket, ahogy ecsetjével nyíltan harcol, nevel, felvilágosít, és a Párizsi Magyar Egylet élén is Habsburg-ellenes szervező munkát végez. Őszinte nyíltsága az uralkodó osztály és a klérus elleni állásfoglalása, kiemelkedő szerepet juttatott számára a hazai haladó értelmiség körében. Miközben a Párizsi Magyar Egylet érdekében tevékenykedett, 1877 telén komoly anyagi nehézségekkel küzdött. Tervezte Párizs elhagyását.

### Magyarországon, Bécsben és Velencében1880–1881
1880-ban hazaérkezett Zalára, az újonnan épített műtermébe. Itt fejezte be A kísértetek órája című művét. Rövid itthon tartózkodása idején fáradhatatlanul dolgozott. Számos gazdag kifejezőerejű művet alkotott. Ekkor készítette Gogol halhatatlan művéhez a Tárász Bulybához – két nagyobb méretű akvarell – és a Petőfi-kötet illusztrációit, (A szerelem, a Hozzám jössz-e?, és a Nem tesz föl a lyány magában egyebet) vázlatokat készített Lermontov Démonához. Zichyt a zene iránti rajongása ösztönzi arra, még ugyancsak Zalán, hogy a magyar zene nagy lángelméjéhez, Zsófi lánya mesteréhez, Liszt Ferenc iranti tiszteletét egy jelentős műben fejezze ki. Nagyszabású kompozíciót tervezett.1881 elején, a kaukázusi útja előtt Bécsbe készült, Courtisane és a a Kísértetek órája bemutatására. Ekkor találkozott Bartalus István zenetörténésszel, akinek ígéretet tett dalgyűjteményének illusztrálására. Zichy május elején Velencében szállt meg, ahol több hetet szándékozott eltölteni, de utóbb egy olasz ismerősének, gróf Cettnernek palotájába, a Ca’Rezzonicóba költözött, ahol egyes műveit a nyilvánosság számára kiállította. Közben nagy tervek foglalkoztatták, Georgia hegyei, az ismeretlen élmények vonzották.

### A Kaukázusban1881–1882

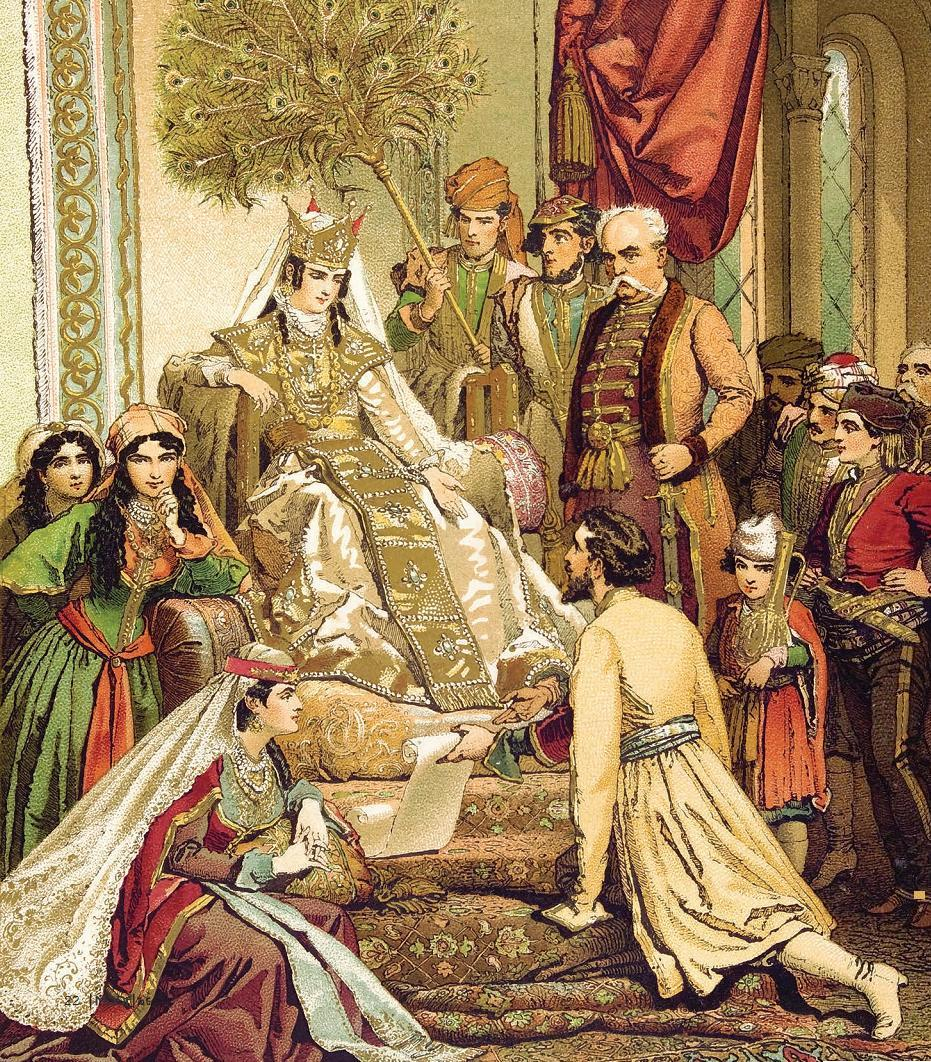
Rusztaveli felajánlja művét Tamara királynőnek (1880)

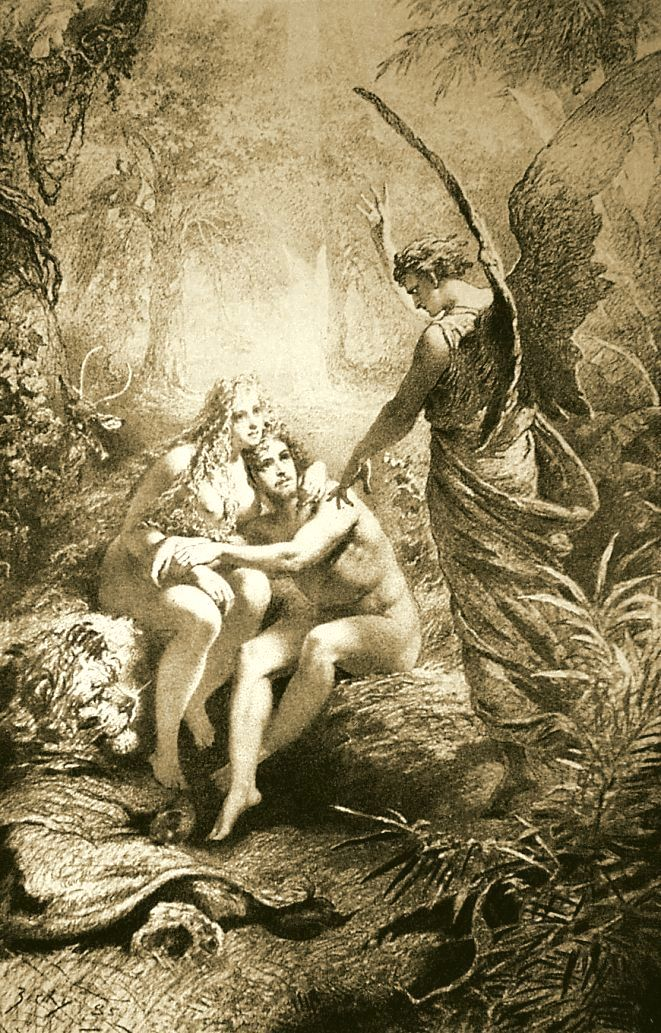
Ádám és Éva Az ember tragédiájában

1881 júliusában elhagyta Velencét, Triesztből hajózva utazott Odesszáig. Onnan Szevasztopolon keresztül érkezett Georgia fővárosába, Tifliszbe. Zichy Ilja Csavcsavadze – az új grúz irodalom megalapítója – baráti körében meleg fogadtatásban részesült. Rajta keresztül baráti kapcsolatba került a georgiai haladó értelmiség számos más képviselőjével, elsősorban a Párizsban megismert Joana Meunargiával. Zichy grúziai tartózkodása kezdetén a haladó kartveli értelmiség, az orosz forradalmi demokrata eszméktől áthatottan, nagy tervet kívánt megvalósítani Sota Rusztaveli híres eposzának díszkiadását. Ilja Csavcsavadze kérte fel Zichyt az illusztrációk elkészítésére, aki önzetlenül, ingyen vállalta a feladatot. Zichy volt az, aki több alkalommal, óriási sikerrel rendezett élőképeket a A párducbőrös lovag előadásához. Ezenközben megismerkedett Georgia nagy történelmi múltjával, nemzeti hagyományaival. Grúziai tartózkodása alatt látta át otthoni kudarcai okát, a hivatalos körök nyílt és titkos eszközök mögött húzódó mellőzés szándékát. Továbbra is vívódott elszakadni hazájától, ugyanakkor feltört benne a bizonytalanságtól való félelem a jövőt illetően.
Az utazás idején több kirándulást tett a Kaukázusba. Felkereste azokat a helyszíneket, amelyek Lermontov műveiből voltak számára ismertek. Lermontov költeményei illusztrálásra ihlették a művészt A Terek ajándéka, A tengeri cárleány, A sellő, Az angyal. Az itt készített rajzok egy részét 1883-ban a pjatyigorszki Lermontov múzeumnak ajándékozta.
1883 márciusában, a Budapesten megnyílt Zichy-kiállítás idején, ismét elvállalta a cári udvari festő állását évi 12 000 rubeles fizetésért.

### Újra Pétervárott1883–1888
1883 májusában – ekkor már III. Sándor cár udvari festőjeként – a cári koronázási ünnepségek festette. Hazája elhagyása után több mint két évtizedet, 23 évet töltött haláláig Oroszországban. A cár udvari festőjének mindenhová követnie kellett az uralkodót. Rész vett a cár lengyelországi útján, és rajzolója volt minden hivatalos politikai látogatásnak és megbeszélésnek. Ugyancsak a cár kíséretében részt vett Európa három nagy uralkodójának, a német császárnak, az Osztrák–Magyar Monarchia urának és a cárnak találkozásain Skjernyevicében. 1885-ben Zichy Madách művének, az Ember Tragédiájának illusztrációit készítette, később 1887-ben készült el a folytatással és kiegészítéssel. Jókainak elkészítette A magyar nép című kiadványához, a magyar mondavilágot és népszokásokat bemutató tíz illusztrációját. (Pörosztó bajvívás, Harcdöntő párbaj, Szentiván éji tűzünnep-tűzugrás, Gyermek-avatás) Zichy a 70. évében volt már, amikor 1897-ben elkészült a monumentális Arany-balladasorozat – 1887-ben elkezdett – illusztrációival.

### Utolsó évek Pétervárott (1897–1906)

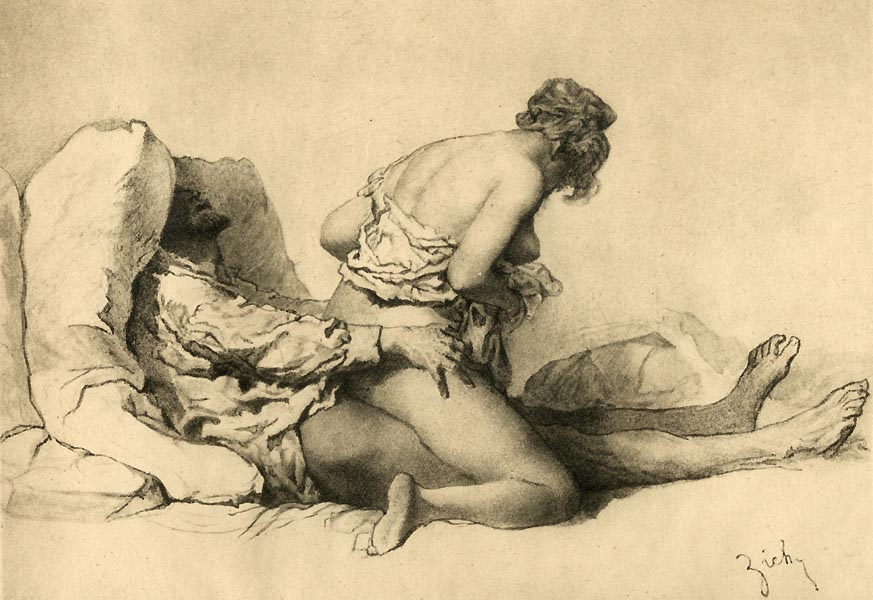
Szeretkezés. Illusztráció az 1895-ben Breviarium eroticum címen megjelent albumból

1896 májusában volt II. Miklós cár koronázása Moszkvában, ami súlyos feladatokat jelentett Zichy számára, hiszen nemegyszer évekig tartott, amíg a cári ünnepségek egyes eseményeit kidolgozta. Noha Zichy nem látogatott haza, kiállításokra nem küldött új műveket, továbbra is teljesítette az otthoni művészi megbízásokat és kapcsolatot tartott olyan hazai művészekkel, mint Zala György, Than Mór, Lotz Károly, Feszty Árpád, Brodszky Sándor, Barabás Miklós, Csók István, Székely Bertalan. Emiatt kénytelen volt a millenniumi kiállításról is lemondani. „Határozottan tudom, hogy Munkácsy, Wagner és Benczúr is, az ezredévi kiállításra nagyméretű új képekkel készülnek. Ily körülmények közt nem illendő, hogy én avult, kikopott tárgyú képekkel legyek képviselve” Pétervárott ez időben jelent meg Breviarium Eroticum 58 rézkarcból álló albuma, amely hasonló modorú, mint Boucher, Fragonard, Geiger, Édouard-Henri Avril művei. A művész több erotikus rajza egy nagy díszalbumban, Lipcsében 1911-ben jelent meg. Zichy betegen, öregen, de megérte az 1905-ös véres vasárnapot és az ezt követő forradalmi eseményeket. 1906. február 28-án éjjeli 11 órakor megszűnt a szívverése. Halálhíre március 1-jén, holtteste pedig március 17-én reggel érkezett Budapestre.

## Értékelése

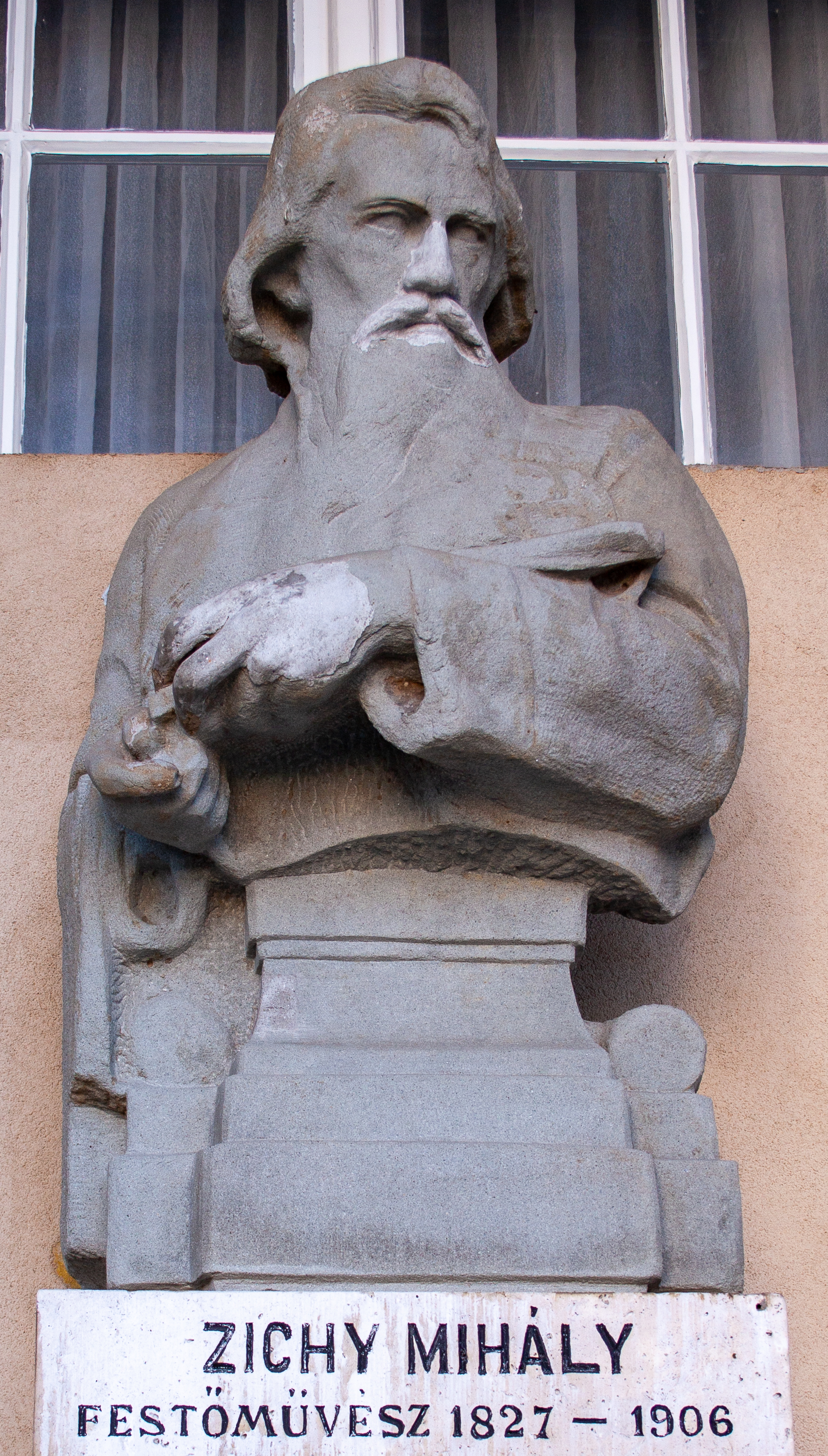
Mellszobra a szegedi Dóm téren

»Zichy Mihály életének s művészetének teljes és igaz értékelése mindmáig nem történt meg. Nem könnyű, nem kis feladat ez. Maga Zichy még 1876-ban a következőket írta erről: ”Igazán szerencsések azok, akiknek életrajzát nem hamisítják meg ellenséges, avagy túlzottan baráti kiegészítésekkel, vagyis ilyen balzsamozás nélkül, szellemes tollal és pontos elemzéssel örökítik meg az utókor számára. Csekélységemnek szerencsétlensége az, hogy oly sok oldalról és nyelven ködösítettek el: miért is későbbi életrajzíróm átkozott zavarban lesz a valóság fölismerésében.” Később azt is írta, hogy művészetéről „határozott ítéletet” alkotni csak akkor lehet majd, ha műveit „egybegyűjtve láthatják”. Zichy grafikai alkotásainak száma ezrekre megy: ezeknek azonban csak egy kisebb hányada – nemegyszer csak elkopott fényképről vagy nyomatról – ismeretes idehaza.«